# 平島温泉駅
平島温泉駅（ひらしまおんせんえき）は、かつて熊本県鹿本郡植木町（現・熊本市北区）植木町米塚にあった山鹿温泉鉄道の駅（廃駅）である。

## 歴史
- 1918年（大正7年）12月26日：鹿本鉄道（後の山鹿温泉鉄道）、肥後豊田 - 宮原間の鉄道線開業とともに同線の駅として平島駅を開設。
- 1949年（昭和24年）7月30日：駅名を平島駅から平島温泉駅に改称。
- 1960年（昭和35年）12月1日：山鹿温泉鉄道、全線で休止。
- 1965年（昭和40年）2月4日：山鹿温泉鉄道、全線廃止に伴い当駅も廃止。

## 駅構造
1面1線のホームを有する地上駅。

## 駅周辺
- 熊本県道330号熊本山鹿自転車道線 - 鉄道廃線転用自転車道路
- 植木温泉（植木温泉街） - 植木温泉の旧称が平島温泉であり[1]、それが駅名の由来となった。

## 現在
- 線路跡は自転車道に転用され駅跡は整備され米塚駐輪場[2]として自転車道の休憩所として利用している（画像）。

## 隣の駅
山鹿温泉鉄道
山鹿温泉鉄道線
伊知坊駅 - 平島温泉駅 - 山城駅